# Magyar Építészeti Múzeum és Műemlékvédelmi Dokumentációs Központ
A Magyar Építészeti Múzeum és Műemlékvédelmi Dokumentációs Központ Budapesten működő, a Magyar Művészeti Akadémia által fenntartott intézmény. Több elődintézmény összeolvasztásával, 2017-ben jött létre, gyűjtőkörébe a magyar építészet és műemlékvédelem dokumentumai tartoznak. Igazgatója dr. Almássy Kornél Tamás. Kiállítótere a budapesti Walter Rózsi-villa.

## Története
Az Országos Műemléki Felügyelőség Gyűjteményi Osztályának részeként, Zádor Anna és Dercsényi Dezső javaslatára 1968-ban jött létre a Magyar Építészeti Múzeum. Első munkatársai Pusztai László és Kelényi György művészettörténészek voltak, első kiállítása pedig a Dorottya utcai galériában nyílt 1969-ben, a Tanácsköztársaság építészetéről. Az önálló múzeumi működési engedélyt és az országos gyűjtőkörű múzeumi besorolást az intézmény 1975-ben kapta meg.
A következő évtizedek során a múzeum folyamatosan átmeneti helyszíneken, állandó kiállítóhely nélkül működött, Pusztai László, majd 2000-től Bugár-Mészáros Károly vezetése alatt. Lehetséges állandó helyszínére számos javaslat felmerült, de ezek egyike sem valósult meg.
2012. január elsejétől a múzeum elvesztette önálló státuszát, és a Kulturális Örökségvédelmi Hivatal tudományos főosztályának gyűjteményévé vált. Ez jelentős létszámcsökkentéssel is járt, egy főállású gyűjteményvezető és két félállású munkatárs maradt. Ezt követően a Kulturális Örökségvédelmi Hivatal utódszervezetéhez, a Forster Központhoz került. A Forster Központ megszüntetése után 2017. december 1-től a fenntartói feladatot a Magyar Művészeti Akadémia kapta meg. 2017-ben ehhez csatlakoztak a korábban a Forster Központ megszüntetésekor a Miniszterelnökséghez került tudományos gyűjtemények (Tervtár, Fotótár, Tudományos Irattár, Könyvtár), a műemléki tudományos kutatók, valamint a fotósok.
A Magyar Kormány 1771/2017. (XI.7.) Kormányhatározata értelmében jött létre a Magyar Építészeti Múzeum és Műemlékvédelmi Dokumentációs Központ a Magyar Művészeti Akadémia fenntartásában. Ekkor került az MMA tulajdonába a Budapest, Városligeti fasor 9-11. szám alatti, egykori BM-kórház épületegyüttese, azzal a céllal, hogy itt valósuljon meg a MÉM MDK végleges elhelyezésére szolgáló beruházás.

## Osztályai, gyűjteményei
A MÉM MDK négy osztállyal működik: Digitalizációs Osztály, Dokumentációs Osztály, Kutatási Osztály és Múzeumi Osztály.
A Dokumentációs Osztály 2021-ben 200 ezer archív és mai felmérési rajzot, több mint 70 ezer dokumentációt, valamint a fotótár majdnem 250 ezer negatívot, 87 ezer pozitívot és 14 ezer diafelvételt őrzött. Könyvtára 42 ezer kötetből állt. A Tudományos Irattárban találhatóak a magyar műemlékvédelem 1872 és 1992 között keletkezett iratanyagai. A Tervtár felmérési rajzait többek közt Henszlmann Imre, Myskovszky Viktor, Steindl Imre, Schulek Frigyes, Möller István és Sztehlo Ottó készítette. A jelentős hagyatéki anyagok között említhető Rómer Flóris, Möller István, Rados Jenő, Gazda Anikó munkássága.
A Múzeumi Osztály gyűjteménye 2018-ban 120 ezer műtárgyat és 264 folyóméter irattári anyagot kezelt. A Múzeumi Osztály gyűjteményében találhatóak többek között Árkay Aladár, Árkay Bertalan, Árkayné Sztehlo Lili, Borbíró Virgil, Gregersen Hugó, Györgyi Dénes, Györgyi Géza, Kaesz Gyula, Major Máté, Tálos Gyula, Thomas Antal, Weichinger Károly hagyatékai, Kozma Lajos, Róth Miksa hagyatékrészei, valamint Hauszmann Alajos, Aigner Sándor, Steindl Imre munkái.

## Épületei, kiállítóhelyei

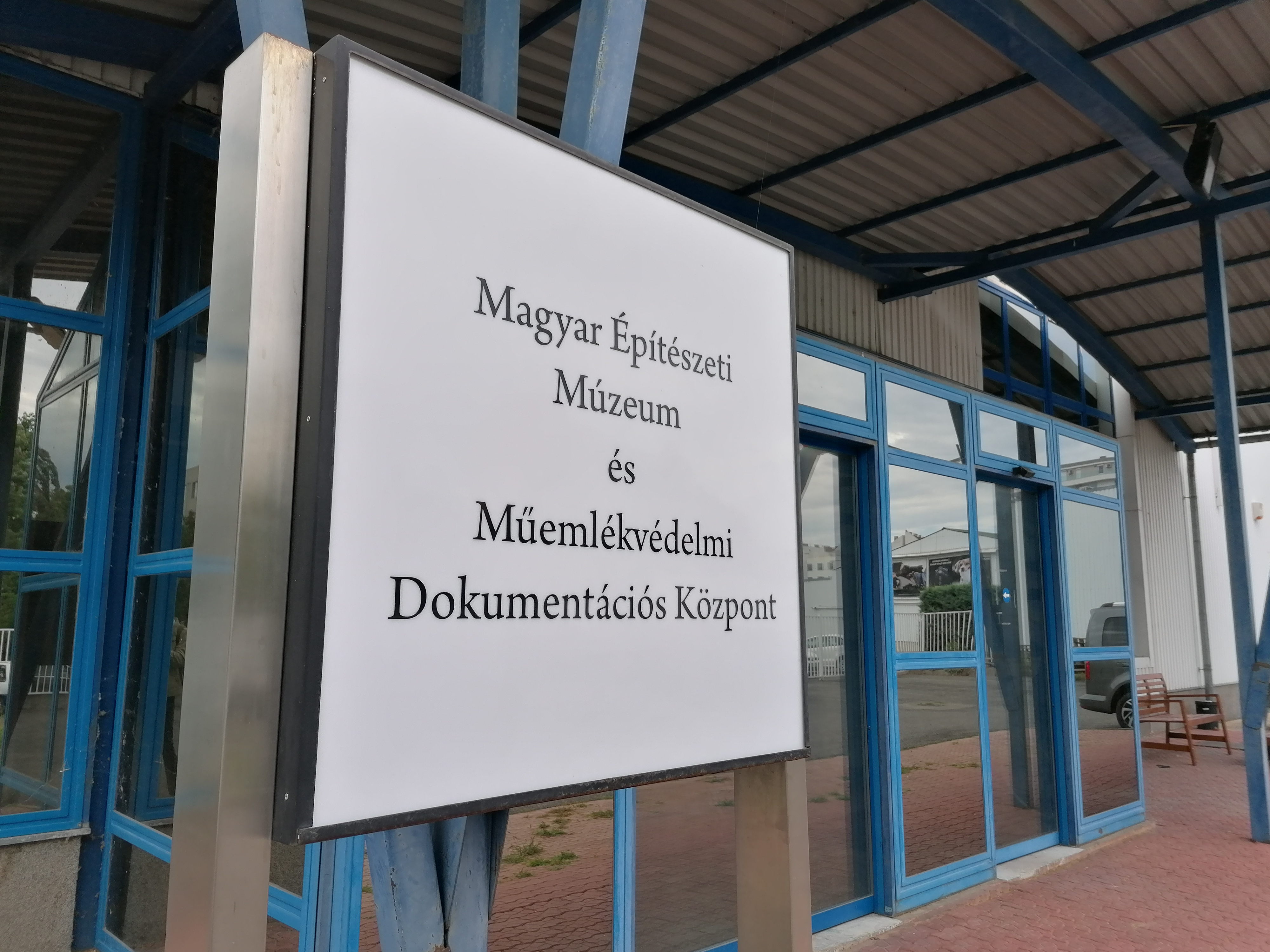
A MÉM MDK központja a budapesti Jász utca 33-35. alatt

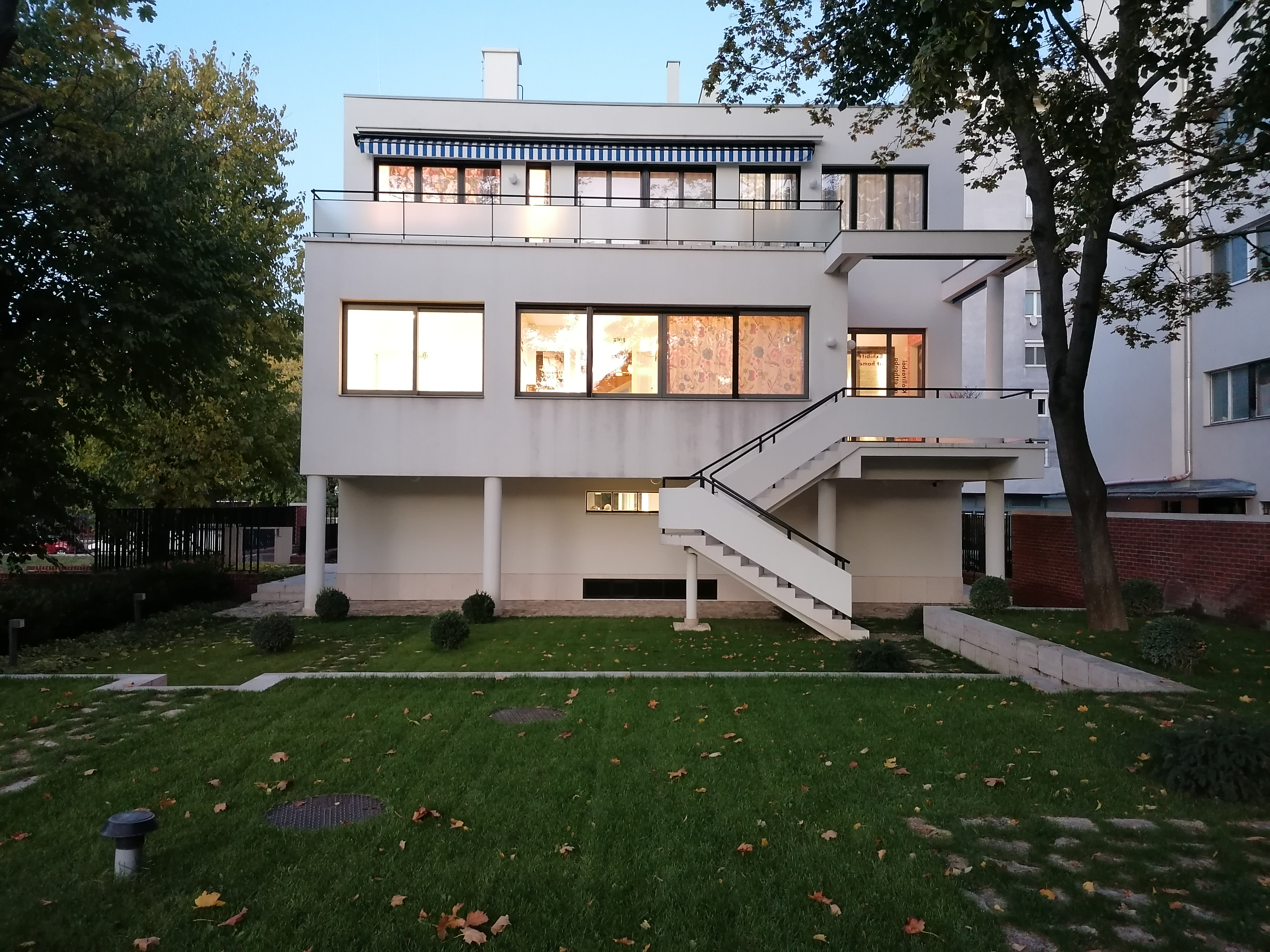
A MÉM MDK kiállítótere, a Bajza utcai Walter Rózsi-villa kerti nézete

A Liget Budapest projekt keretében, a Magyar Építész Kamarával és a Magyar Építőművészek Szövetségével közösen kidolgozott koncepció nyomán 2014-ben építészeti tervpályázatot írtak ki az új épület tervezésére, a Magyar Fotográfiai Múzeummal együtt. Ezt a pályázatot Tima Zoltán (KÖZTI) terve nyerte. Az épület nem valósult meg.
2021-ben a Magyar Művészeti Akadémia „Építészet Ligete” címmel építészeti tervpályázatot írt ki a MÉM MDK új épületegyüttesének megtervezésére. A pályázaton két munka rangsorolás nélküli díjazást, négy kiemelt megvételt és további hat megvételt kapott, de bíráló bizottság nem talált olyan művet, amelyet megvalósításra javasolt volna.
Az intézmény 2022 májusában nyitotta meg első állandó kiállítóhelyét a felújított Walter Rózsi-villában, Budapesten. A VII. kerület Bajza utca 10. alatti épületet a szomszédos Grünwald-szanatórium telkéről kihasított területre tervezte Fischer József építész, a hazai modern építészet kiemelkedő alakja. A tervezésben nagy szerepet játszott, Pécsi Eszter, az első magyar statikus mérnöknő és Fischer felesége, aki az épület vasbeton szerkezetéért felelt. Az 1936-ban Walter Rózsi operaénekesnő megbízásából, kevesebb mint hat hónap alatt felépült villa Fischer építészetének kiemelkedő alkotása, egyben a modern magyar lakóház-építészet jelentős példája.

## További Információk
- Hivatalos honlap. memmdk.hu. (Hozzáférés: 2022. március 22.)
- Fehérvártól a Sándor-palotáig: az Építészeti Múzeum korai története, Építészfórum,  2022. november 22
- Bugár-Mészáros Károly: Kiadványok, 2000-2008 – Tudományos műhely a Magyar Építészeti Múzeumban, Műemlékvédelem, 2008/5., 277–285. o.
- Kovács Dániel: Az építészet múzeumának nincs saját épülete. Raktárakban hányódik az 1975 óta országos szakmúzeumi rangú gyűjtemény. MúzeumCafé 48. Url: http://muzeumcafe.hu/hu/az-epiteszet-muzeumanak-nincs-sajat-epulete/ (letöltés dátuma: 2022.03.21.)
- P. Szabó Ernő: Fantommúzeum. Magyar Ifjúság, 1985. április 19. 29-31. o.
- Pusztai László: A Magyar Építészeti Múzeum jövője. Műemlékvédelem, 1999/6. 346–348.
- Pusztai László: Az OMF Építészeti Múzeumának négyéves működése. Magyar Műemlékvédelem 1971–1972. Az Országos Műemléki Felügyelőség kiadványai VII. 371–384.
- Ritoók Pál – Nagy Ervin – Buzás Péter – Finta Sándor: Szükség van-e Magyarországon önálló építészeti múzeumra, ha igen, mit gyűjtsön, és hogyan mutassa be az anyagát? MúzeumCafé, 2012/3. 24-28. o.
- Somlyódy Nóra - Vargha Mihály: Történelmi felelősségünk van. Beszélgetés Bugár-Mészáros Károllyal, a Magyar Építészeti Múzeum igazgatójával. Építészfórum, 2006.01.30. Url: http://epiteszforum.hu/tortenelmi-felelossegunk-van (letöltés dátuma: 2022.04.19.)
- A Magyar Építészeti Múzeum kiállításai 1969–2008. Műemlékvédelem, 2008/4. 248–257.